# روخيليو رودريغيز خافيير
روخيليو رودريغيز خافيير (بالإسبانية: Rogelio Rodríguez Javier)‏ هو سياسي مكسيكي، ولد في 29 أبريل 1958 في المكسيك. حزبياً، نشط في الحزب الثوري المؤسساتي. وقد انتخب عضو مجلس النواب المكسيك.